# Валорано (Асколи Пичено)
Валорано (итал. Vallorano) насеље је у Италији у округу Асколи Пичено, региону Марке.
Према процени из 2011. у насељу је живело 66 становника. Насеље се налази на надморској висини од 403 м.